# Шалла-Бал
Шалла-Бал (англ. Shalla-Bal) — героиня комиксов издательства Marvel Comics, созданная сценаристом Стэном Ли и художником Джоном Бьюсемой. Она дебютировал в комиксе Silver Surfer #1 (май 1968) как уроженка планеты Зенн-Ла и возлюбленная Норрина Радда, более известного как Серебряный Сёрфер. Долгое время оставаясь девой в беде, она, в конечном итоге, стала императрицей Зенн-Ла.
С момента её первого появления в комиксах Шалла-Бал фигурировала в других медиа по мотивам Marvel. В фильме «Фантастическая четвёрка: Первые шаги» (2025), события которого разворачиваются в рамках медиафраншизы Кинематографическая вселенная Marvel, киноверсию героини со способностями Серебряного Сёрфера сыграла американская актриса Джулия Гарнер.

## История публикаций
Шалла-Бал дебютировала в комиксе Silver Surfer #1 (май 1968) и была создана сценаристом Стэном Ли и художником Джоном Бьюсемой.

## Биография
Шалла-Бал родилась на идиллической планете Зенн-Ла, расположенной в Денебской системе галактики Млечный Путь. Она познакомилась с Норрином Раддом, когда тот оплакивал погибшую мать и, следуя традициям Зенн-лавианцев, попыталась поддержать скорбящего юношу. Тем не менее, Норрин ответил на её заботу безразличием и отстранился от девушки, чем не только опечалил, но и озадачил её. В этот день Радд влюбился в Шаллу-Бал. Однажды он рассказал однокурсникам о своей мечте — путешествовать среди звёзд, однако снискал лишь насмешки. Только Шалла-Бал поддержала Норрина и поверила в него. Впервые они поцеловались в саду, принадлежавшем родителям Радда. На протяжении многих лет они состояли в натянутых отношениях, так как ставший учёным Норрин погрузился в исследования и придавал им большее значение, чем времяпровождению с Шаллой-Бал. Несмотря на это, девушка продолжала поддерживать возлюбленного, даже когда скончался его отец.
В какой-то момент в атмосферу Зенн-Ла вторглась межгалактическая сущность, известная как Галактус, Пожиратель миров. Понимая, что простые мольбы не помогут, Норрин вызвался стать герольдом Галактуса, пообещав до конца своей жизни искать для него новые миры, которые тот мог бы употребить в пищу, в обмен на безопасность Зенн-Ла. Пожиратель миров согласился и наделил Радда космической силой, превратив в своего верного слугу Серебряного Сёрфера. Тот был вынужден отправиться вслед за новым господином и расстаться с Шаллой-Бал; она оплакивала потерю возлюбленного, полагая, что больше никогда не увидит его.
Шалла-Бал стала одной из жертв инопланетного существа по имени Иной, который уничтожил всю жизнь на планете. В тот момент Шалла-Бал погибала под крики своего народа. После разрушения Зенн-Ла Сёрфер более не был связан клятвой с Галактусом. Понимая, что герольд больше не будет искать для него новые миры, Галактус использовал свою огромную космическую силу, чтобы изменить саму реальность и восстановить Зенн-Ла вплоть до каждого атома. В результате Шалла-Бал вернулась к жизни, А Сёрфер продолжил служить Пожирателю миров.
Когда Сёрфер восстал против своего господина и был изгнан им же на Землю, демон Мефисто предпринял несколько попыток окончательно сломить его дух; для этого он неоднократно похищал Шаллу-Бал. Однажды Мефисто стёр её воспоминания и отправил на Землю, где Шалла-Бал, которая стала считать себя земной женщиной по имени Хелена, оказалась в Латверии, королевстве суперзлодея Доктора Дума. Тот приказал Сёрферу уничтожить Фантастическую четвёрку в обмен на сохранение жизни возлюбленной, однако Сёрфер, в конечном итоге, заручился поддержкой команды супергероев и сорвал план Дума и Мефисто, а затем вернул Шаллу-Бал на их родину.
В отместку за неповиновение Сёрфера Галактус поглотил жизненную энергию и экосистему Зенн-Ла; перед этим он проявил милосердие, предоставив её жителям возможность остаться жить на бесплодной планете. Вскоре Шалла-Бал была вновь похищена Мефисто и отправлена в Латверию. После её освобождения Сёрфер даровал девушке частицу своей космической силы, при помощи которой она вдохнула жизнь в опустошённую Зенн-Ла. Сородичи Шаллы-Бал избрали её своей императрицей. Не в силах противиться воле народа, она неохотно приняла это бремя. За время своего правления Шалла-Бал столкнулась с различными бедствиями и заговорами, включая конфликт между Крии и Скруллами и противостояния угрозам из космоса, таким как Поработитель и Великий. Также Шалла-Бал была втянута в тяжёлую борьбу за власть и межгалактические союзы. Впоследствии императрица сочла своим долгом распространить культуру Зенн-Ла по всей вселенной, что привело к конфликту с её возлюбленным. Серебряный Сёрфер использовал всю свою космическую силу, чтобы остановить Шаллу-Бал, однако последовавший взрыв полностью уничтожил их родную планету. Прежде чем покинуть Землю вместе со своей армадой, Шалла-Бал отреклась от Сёрфера от лица всего народа Зенн-Ла.

## Силы и способности
Как и все Зенн-лавианцы Шалла-Бал обладает долголетием. В какой-то момент Серебряный Сёрфер передал ей часть своей космической силы, с помощью которой она смогла вдохнуть жизнь в опустошённую планету.

## Альтернативные версии

### Earth X
В альтернативной реальности, известной как Earth X, предыстория Шаллы-Бал совпадает с прошлым её исходной версии. После того, как Сребряный Сёрфер уничтожил своего господина Галактуса он вскоре осознал, что Пожиратель миров был необходим для поддержания баланса во вселенной. Вместе с Высшем Эволюционером они убедили Франклина Ричардса позволить им ускорить его мутацию и, тем самым, превратить в нового Галактуса. Вскоре Франклин забыл своё прошлое и пришёл к выводу, что всегда был Галактусом. Он разрешил Сёрферу воссоединиться с Шаллой-Балой, наделив девушку аналогичной космической силой, в результате чего оба стали герольдами-близнецами. Тем не менее, Шалла-Бал, в конечном итоге, погибла в сражении с Целестиалами. Впоследствии Сёрфер пожертвовал своей жизнью и попал в Царство мёртвых, где его ждала Шалла-Бал.

### What If
В сюжете «Что, если бы Галактус превратил Серебряного Серфера обратно в Норрина Радда?» из комикса What If #37 Галактус вновь вознамерился поглотить Зенн-Ла. Шалла-Бал умоляла Пожирателя миров поведать ей о судьбе Норрина Рада, которого, как оказалось, Галактус лишил силы и изгнал на Землю за предательство. Чтобы защитить свою родную планету и отыскать Норрина, Шалла-Бал попросила Пожирателя миров наделить её космической силой и превратить в нового герольда. Галактус согласился и дал ей новое имя — Звёздное сияние, но вместе с тем стёр воспоминания девушки о Радде, во избежание ещё одного предательства. Вернувшись на родину благодаря помощи Фантастической четвёрки, Норрин Радд безуспешно пытался вернуть Шалле-Бал память. Галактус сжалился над ним и превратил Радда обратно в Сёрфера, однако затем заточил его на Зенн-Ла, воздвигнув вокруг планеты непроницаемый барьер, после чего направился вместе со Звёздным сиянием на поиски новых миров.

## Вне комиксов

### Телевидение
Камилла Скотт озвучила Шаллу-Бал в мультсериале «Серебряный Сёрфер» (1998). Она родилась на Зенн-Ла и была ученицей лидера планеты вместе с Норрином Раддом. В какой-то момент молодые люди полюбили друг друга, но были вынуждены расстаться во время вторжения Пожирателя миров Галактуса: Норрин Радд согласился стать его герольдом Серебряным Сёрфером в обмен на безопасность своей родной планеты и любимой девушки. После ухода от Галактуса Сёрфер вознамерился найти свой дом и вернуться к Шалле-Бал. Героиня должна была появиться во втором, так и не вышедшем сезоне мультсериала.

### Кино
- В фильме «Фантастическая четвёрка: Вторжение Серебряного сёрфера» (2007) Норрин Радд упоминает в разговоре со Сьюзан Шторм свою возлюбленную, ради спасения которой он стал герольдом Галактуса[29].
- В фильме «Фантастическая четвёрка: Первые шаги» (2025), события которого разворачиваются в рамках медиафраншизы Кинематографическая вселенная Marvel, Шалла-Бал предстаёт в форме Серебряного Сёрфера, а её роль исполнила Джулия Гарнер[30].

### Музыка
- В 1989 году гитарист Джо Сатриани выпустил инструментальную композицию «Back to Shalla-Bal»[31].
- В 1995 году австралийская группа Swoop записала песню под названием «Shalla Bal (Ballad(e) of the Silver Surfer)»[31].